# فرانز ماير (بروفيسور)
فرانز ماير (بالألمانية: Franz Sales Meyer)‏ (و. 1849 – 1927 م) هو بروفيسور، وشاعر، ورسام ألماني، ولد في كنتسينغن، توفي في كارلسروه، عن عمر يناهز 78 عاماً.